# 안병철
안병철(1957년 3월~ )은 대한민국의 사업가이다. 한국 해양대학교 기관학과를 졸업하고, 1989년 한국기술써비스를 창업하였다. 이후 한국기술써비스는 2009년 지엔씨에너지로 회사 명칭을 변경, 2013년 코스닥에 상장되었다.

## 청년기
충남 당진의 작은 농가, 2남 4녀 중 장남으로 태어난 안 대표는 어린 시절부터 보다 넓은 세상을 체험하고 싶었다.
시골 마을에서 자란 그는 어린 시절 마을의 친구들, 선생님, 주변 이웃들 정도의 사람들과 교제를 넘어서 많은 사람들과 관계를 맺고 싶었다.
그는 그 꿈을 이루기 위해서 한국해양대에 입학을 했고 졸업 후 현대상선의 화물선을 타며 넓은 세계를 경험하겠다는 꿈을 이룰 수 있었다.
그가 입학한 기관학과는 배에 들어가는 각종 전기·기계·통신 등의 설비를 유지관리하는 기술과 학문을 배울 수 있는 곳이다. 이곳에서 처음 발전기를 접한 그는 대학을 졸업한 뒤 안 대표는 H상선이라는 대기업에 입사했다.
1970-80년 당시 한국은 자동차를 수출하고 곡물을 구입하였는데 그는 화물선을 통해서 일본, 미국 및 카리브해 연안의 작은 국가들까지 방문을 하였다.
그가 배에서 맡은 일은 기관사, 즉 배의 동력인 엔진을 수리, 유지, 보수하는 작업과 더불어 개조, 선조 작업 감독까지 하였다. 그는 이후 1등 기관사까지 경험을 하게 된다.
어린 시절 살았던 작은 마을에서 넓은 세상을 경험해본 그는 기관사의 모습이 그가 바라던 삶이 아니라는 것을 알게 된다.
많은 사람을 만나고, 다양한 경험을 하고 싶었지만 수개월간 배라는 폐쇄적인 공간에서 갇혀 있는 시간이 너무 답답하였다.
그는 바다에서 다시 육지로 돌아오기로 결심한다.

## 창업기
회사를 나온 뒤 그는 선박 관련 서비스를 제공하는 중소기업에 입사했다.
대기업과 중소기업은 업무 및 환경이 다른데 특수화된 업무만을 처리하는 대기업에 비해 중소기업은 다양한 분야의 업무를 동시에 처리해야 하는 경우도 많았다.
기계만을 다루었던 그는 이곳에서 회계, 사업 관리, 영업 등 경영 전반에 대해 배울 수 있었다.
중소기업에서의 풍부한 경험을 바탕으로 그는 자신의 회사를 창업하기로 결심한다. 1989년, 현 지엔씨에너지의 전신인 한국기술써비스가 탄생하였다.
한국기술써비스는 10평 규모의 작은 지하 사무실에서 시작되었다. 파트타임 직원 1명과 함께 회사를 운영했던 안 대표는 2년간 실질적인 수익을 낼 수 없었다.
처음에는 발전기 유지보수 분야로 사업을 추진했다. 마침 L호텔에서 5 MW 발전기의 유지보수 용역에 대한 입찰을 시작했고, 이에 도전하였다. 3개월 간의 준비 끝에 입찰지원서를 제출했지만, 아쉽게도 낙찰에 실패하였다. 이때 그는 결심하였는지도 모른다.
[ 남들이 보지 못하는 새로운 것을 찾아내자! ]
당시 국내에서 비상용 발전기는 건설 붐과 함께 한창 뜨는 사업 중 하나였다. 특히 대한민국은 분단국가라는 특성 때문에 일정 규모 이상의 건물은 비상발전기를 의무적으로 설치하여야 하는 법규가 있었다. 이는 전시 상황에서, 발전소가 폭격으로 제 기능을 하지 못하더라도 대형 건물에서는 전기가 공급되도록 하기 위한 조치이다.
사업의 아이템을 구체화시킨 안 대표는 거래처를 직접 찾아가게 된다. 건설공사가 있는 곳은 어디든지 찾아가고, 전화도 하며 발전기를 공급하겠다는 의사를 밝혔다. 하지만 많은 업체들은 한국기술써비스의 작은 규모로 관심을 갖지 않았고 그는 그들의 마음을 돌이키고자 모든 노력을 다하였다.
한참을 고생하던 그에게 반가운 소식이 왔다. 같은 업종에 종사하는 후배가 동대문의 한 업체를 소개시켜준 것이다. 당시 그 업체는 냉동창고의 비상전원을 공급할 발전기를 구하고 있었다. 당초 후배의 회사가 진행하던 프로젝트였으나, 납기 및 가격 문제로 포기하고 안 대표에게 넘긴 것이었다.
안 대표는 당시 요구조건을 만족시키고 계약을 따냈다. 3,000만원짜리 계약이었다. 미국에서 발전기를 수입해 설치까지 모두 끝마치고 난 뒤에는 300만원이 남았다. 창업 이후 처음으로 달성한 이윤이었다.
[ 창업할 때는 젋은 나이에 실패하더라도 언제든지 다시 시작할 수 있다고 생각했었다. 하지만 시간이 흐르고 점점 초조해졌다. 내가 정말 할 수 있을까 라는 회의가 들때도 있었다. 첫 프로젝트를 성공시킨 뒤 그 모든 불안과 염려가 사라졌다. 나도 할 수 있다라는 자신감이 생겼다. ]

## 시련기
이후 한국기술써비스는 가파르게 성장하였다.
첫 프로젝트 후 이듬해에는 발전기를 두 대 판매하여 5,000~6,000 만원의 매출을 올렸다. 이때까지만 해도 그는 직접 공사현장을 발로 뛰어다니면서 영업을 하였다. 하지만 노력에 비해 성과가 너무 적었다.
[이대로는 안되겠다.]
안 대표는 전략을 바꿔 광고, 홍보 등 마케팅을 시작하였다. 타겟은 어렵고 까다로운 곳, 아직 대기업이 장악하지 않은 '블루오션'을 찾기 시작한 것이다.
안 대표는 품질이 보증된 해외 유명 브랜드의 발전기를 수입해 납품하였기 때문에 까다로운 조건도 얼마든지 만족을 시킬 수 있었다. 매출은 급속도로 증가하였다.
다음 해에는 10대 정도의 발전기를 납품하여 5~6억원으로 매출을 올렸다. 이후로도 매년 50% 이상의 높은 성장률을 기록하였다. 회사는 점점 커지고 1993년 7월 한국기술써비스는 법인으로 전환되었다.
1993년은 안 대표에게 있어서 평생 잊을 수 없는 해였다.
안팎으로 그에게 큰 시련이 닥쳤기 때문이다.
그 해 2월, 지병으로 고생을 하시던 안 대표의 모친은 별세를 하였다. 장남인 그는 형제, 남매들과 함께 장례를 치렀다. 불과 몇달 전, 둘째 아들이 질식으로 병원에 입원하여 가슴을 졸였던 그에게는 불행이 계속 찾아오는 것만 같았다. 그 해 여름, 안 대표는 마음을 추스리기도 전에 안좋은 소식을 듣게 된다. 큰 아들이 교통사고로 입원을 하였으니 빨리 병원으로 오라는 것이었다. 큰 아들은 사고로 인해 6주간 혼수상태에 빠졌으며 온 가족에게 큰 슬픔을 주었다.
법인이 된 한국기술써비스에게도 어려움이 닥쳤다. 어음으로 계약한 20 kW의 발전기가 유통 사기꾼들에게 사기를 당한 것이다. 이 4,000 만원 가량의 손실은 아직 작은 한국 기술써비스에게는 큰 파장을 일으켰다.

## 성장기
수많은 우여곡절이 있었지만 그때마다 안 대표는 긍정적 마인드와 근면성실함으로 위기를 기회로 만들어 나갔다.
사고 후유증으로 걱정했던 아이들은 현재 누구보다 건강하게 자랐으며, 회사도 꾸준히 성장하였다. 법인 설립 이후 단 한번도 매출이 감소한 적이 없었다.
한국기술써비스는 2009년 10월 환경을 고려한 청정에너지 사업의 비전을 명확하게 하기 위하여 현재 지엔씨에너지로 상호를 변경하였으며 2010년에는 베트남 법인을 설립하였고 하노이 랜드마크 타워에 열병합 발전시스템을 구축하였다.
2013년, 창립 24주년을 맞이한 지엔씨에너지는 현재 연매출 600억원이 넘는 기업으로 성장하여 동종의 중소기업 중에서도 '톱 3'로 꼽히고 있다.
[
여기까지 회사를 이끌어 오면서 정말 힘든 일도 많았습니다. 악재가 연달아 닥칠때는 견디기 어려워서 포기해야겠다 생각한 적도 여러번 입니다. 하지만 그때마다 가족들을 보며 힘을 냈고 또 교회에 나가서 열심히 기도했습니다. 포기하지 않고 끝까지 열심히 할 수 있게 만들어 주었어요. 긍정적인 마인드와 앞선 트랜드가 현재의 저를 만들었다고 생각합니다.
]
지엔씨에너지의 사훈은 '긍정적으로 생각하고 적극적으로 행동하자' , '나부터 변하자'이다.
긍정적인 마음가짐과 적극성으로 회사는 아무리 어려운 환경에서도 극복하고 기회로 활용할 수 있는 원동력을 가지게 되었다. 또한 급변하는 시장의 트랜드를 읽고 먼저 변하는 모습을 보여주면서 회사는 지속적인 성장을 이룩할 수 있었다. 다만 급변하는 현대 사회 속에서 쏟아져 나오는 여러 가지 정보를 정제하고 그 속에서 흐름을 읽어내고 자신에 맞게 체화시키는 것이 중요하다고 안 대표는 강조한다.
2005년부터 지엔씨에너지의 비상용 발전기 시장은 다변화하기 시작했다. 국내 ICT 시장이 성장하면서 데이터센터와 전산센터의 수요가 증가한 것이다. 그는 현재 여러 ICT 시장에 비상전력을 책임지고 있으며 안정적인 발전기 공급과 보수, 유지로 인해 신뢰를 쌓아가고 있다.
지엔씨에너지는 신재생에너지에 대해 지속적으로 투자 및 기술개발을 하고 있다. 현재 수도권매립지에 1.9 MW 바이오가스 열병합발전소를 건설하였으며, 전력 판매 비용으로 연간 15억원 정도의 매출이 예상되고 있다. 비상용 발전기는 수주사업으로, 시장 변화에 따라 매출 변동이 크지만, 전력 생산의 경우 안정적으로 매출을 발생시킬 수 있기 때문에 향후 지엔씨에너지의 주력 아이템이 될 수 있을 것이다. 바이오가스 발전 기술은 국내 뿐만 아니라 해외에서도 경쟁력을 가질 수 있는 분야이기 때문에 관련 해외 사업도 진행 중이다.
지엔씨에너지는 농업국가인 벨라루스에 진출, 정부와 함께 국영 대단위 농장과 바이오가스를 이용한 발전소 건설 MOU를 체결하는 등 적극적으로 사업을 확대하여 나가고 있다.
지엔씨에너지는 2013년 10월 2일 코스닥시장에 신규로 상장이 되었으며 꾸준히 성장해 나가고 있다.

## 참조
1. ↑  http://www.electimes.com/home/news/main/viewmain.jsp?news_uid=102217 보관됨 2013-11-05 - 웨이백 머신
2. ↑  http://www.electimes.com/home/news/main/viewmain.jsp?news_uid=107671 보관됨 2013-11-05 - 웨이백 머신
3. ↑  http://www.newsprime.co.kr/news/articleView.html?idxno=267979 보관됨 2013-11-03 - 웨이백 머신
4. ↑  http://biz.heraldcorp.com/view.php?ud=20131126000231